# Cantó d'Agen Nord
El cantó d'Agen Nord és un cantó francès del departament d'Òlt i Garona, situat al districte d'Agen. Té 3 municipis i part del municipi d'Agen.

## Municipis
- Agen
- Colairac e Sent Circ
- Folaironas
- Sant Ilari de Lusinhan

## Història
| Data d'elecció                           | Identitat         | Partit        | Qualitat |
| ---------------------------------------- | ----------------- | ------------- | -------- |
| 1976-1997                                | Jacques Aulong    | RPR           |          |
| 1994-2001                                | Fred Pojurowski   | PS            |          |
| 2001-                                    | Jean-Michel Drapé | Divers droite |          |
| les dades anteriors no són pas conegudes |                   |               |          |
|                                          |                   |               |          |

## Demografia
| 1962 | 1968 | 1975 | 1982 | 1990 | 1999 | 2006   |
| ---- | ---- | ---- | ---- | ---- | ---- | ------ |
| -    | -    | -    | -    | -    | -    | 15.396 |